# سیاه‌میمون جاوه‌ای
سیاه‌میمون جاوه‌ای (نام علمی: Trachypithecus auratus) نام یک گونه از سرده سیاه‌میمون است.